# جورج بيكر (سياسي)
جورج بيكر (بالإنجليزية: George Becker)‏ هو سياسي أسترالي، ولد في 26 يوليو 1877، وتوفي في 23 أبريل 1941. نشط حزبياً في حزب العمال الأسترالي. وقد انتخب عضو مجلس نواب تسمانيا.